# Chromi(II) sulfat
Chromi(II) sunfat là một hợp chất vô cơ có công thức hóa học CrSO4. Một số muối ngậm nước có liên quan chặt chẽ đã được biết đến. Pentahydrat là chất rắn màu xanh dương dễ tan trong nước. Dung dịch Chromi(II) dễ bị oxy hóa bởi không khí thành Cr(III). Dung dịch Cr(II) được dùng làm chất khử chuyên dụng có giá trị trong tổng hợp hữu cơ.

## Điều chế
Muối được tạo ra bằng cách xử lý kim loại Chromi với axit sunfuric trong nước:
Cr + H2SO4 + 5H2O → CrSO4·5H2O + H2↑
Nó có thể được sản xuất thông qua phản ứng của muối sunfat và Chromi(II) acetat hoặc, nếu muốn sử dụng ngay, người ta dùng quá trình khử Chromi(III) sunfat bằng kẽm.

## Cấu trúc
Trong dung dịch nước, Chromi(II) sunfat tạo muối phức với nước, có lẽ với sáu phối tử nước. Cấu trúc tinh thể của các muối tương tự như các hydrat tương ứng của đồng(II) sunfat: pentahydrat, trihydrat, monohydrat, và các dẫn xuất khan của Chromi(II) sunfat đã được biết đến. Trong tất cả các hợp chất này, tâm Cr(II) có dạng bát diện, được phối trí với sáu tâm oxy kết hợp với nước và các phối tử sunfat.

## Hợp chất khác
CrSO4 còn tạo một số hợp chất với NH3, như CrSO4·2NH3 là chất rắn màu dương nhạt hay CrSO4·4NH3·H2O là tinh thể tím nhạy cảm với không khí, cấu trúc giống muối đồng tương ứng, CAS#: 59589-02-5.
CrSO4 còn tạo một số hợp chất với N2H4, như CrSO4·2N2H4·2H2O là tinh thể lục giác màu trắng, không tan trong benzen và đioxan, nhưng tan trong axit khoáng, d = 2,5769 g/cm³ hay CrSO4·3N2H4 là tinh thể màu dương nhạt.